# Sergej Ivanovič Mosin
Sergej Ivanovič Mosin (rusky Сергей Иванович Мосин, 2. dubnajul./ 14. dubna 1849greg.–8. února 1902) byl ruský konstruktér ručních palných zbraní, generálmajor ruské armády a ředitel zbrojovky v Sestrorecku. Jeho opakovací puška Mosin-Nagant patří mezi nejmasověji vyráběné zbraně, účastnila se obou světových válek a řadí se mezi nejrozšířenější dlouhé sběratelské zbraně.

## Život a dílo
Narodil se ve vesnici Ramoň ve Voroněžské gubernii v carském Rusku dne 14. dubna roku 1849. Jeho otec byl armádní důstojník, ale opustil armádu v roce 1838. Jeho matka pocházela z rolnického prostředí. V roce 1861, ve věku 12 let, byl poslán do vojenského učiliště v Tambově a o rok později byl přeložen do Voroněžské kadetní školy. V roce 1865 nastoupil na vojenskou střední školu, kterou ukončil v roce 1867. Od roku 1870 studoval na dělostřelecké důstojnické škole v Petrohradě a v roce 1875 promoval s vyznamenáním na Michajlovské dělostřelecké akademii. Obdržel hodnost setníka a byl přidělen do továrny na zbraně v Tule. V roce 1880 byl jmenován vedoucím závodu jemné mechaniky. Jeho první prací jako konstruktéra zbraní byla přeměna jednoranné pušky Berdan na opakovací zbraň, nejprve se zásobníkem, který pojme 8 a poté 12 nábojů. V roce 1883 carská armáda jmenovala Mosina do čela výboru vytvořeného pro dohled nad experimenty souvisejícími s opakovacími puškami. V roce 1891 vytvořil svou slavnou „tříčárkovou“ pušku Mosin, která se vyráběla do roku 1973 a ještě v 70. letech ji používaly armády některých zemí. 

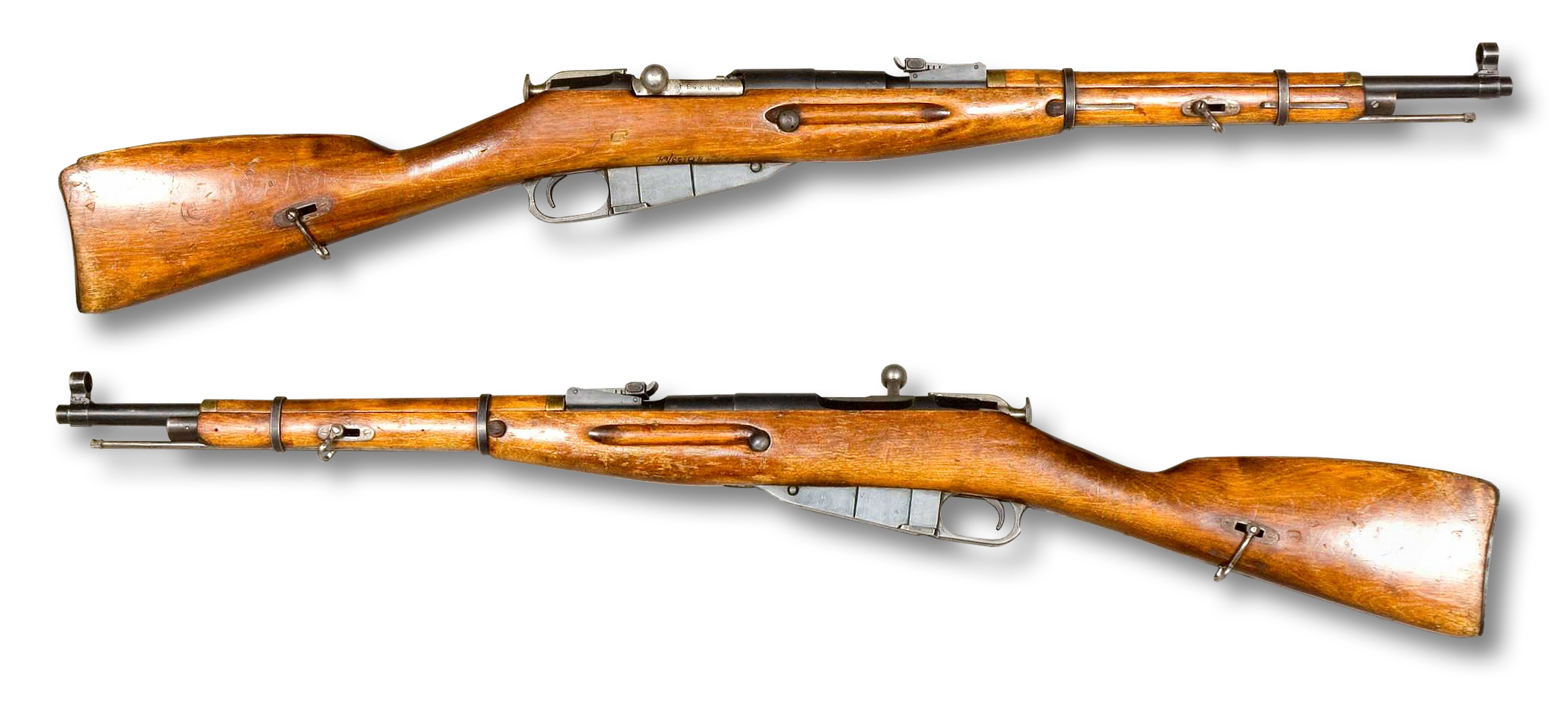
Opakovací puška Mosin - Nagant 1891

V roce 1894 byl jmenován ředitelem továrny na zbraně v Sestrorecku a v roce 1900 jmenován generálmajorem. Zemřel na zápal plic 8. února 1902 v Sestrorecku, s vojenskými poctami pochován tamtéž. Puška, kterou vynalezl, byla umístěna na víku rakve. 

## Osobní život
V roce 1875, jako šestadvacetiletý, se Sergej Ivanovič zamiloval do vdané ženy a matky dvou dětí. Manžel, tulský statkář Arsenjev však nesouhlasil s rozvodem. Mosin Arsenjeva dvakrát vyzval na souboj, ale Arsenjev se souboji vždy vyhnul. Nakonec s rozvodem souhlasil, ale požadoval tučné odstupné. Takové peníze Mosin získal až v roce 1891, honorářem 30 000 rublů za svou pušku. Šestnáct let poté, co se poprvé setkali, se Sergej Ivanovič Mosin a Varvara Nikolajevna Arsenjevová vzali.